# سرگئی مویا
سرگئی مویا (آلمانی: Sergej Moya) بازیگر و کارگردان فیلم اهل آلمان است.
وی بابت هنرنمایی در فیلم «کِلِر - نوجوان بی‌حاصل»، برندهٔ «جایزهٔ اوندینه» در شاخهٔ «بهترین بازیگر جوان نقش اصلی» شد.
از فیلم‌ها یا مجموعه‌های تلویزیونی که وی در آن‌ها نقش داشته است، می‌توان به هتل هوس اشاره نمود.